# Бараш, Александр Максович
Алекса́ндр Ма́ксович Бара́ш (род. 10 сентября 1960, Москва) — поэт, прозаик, переводчик.

## Биография
Окончил филологический факультет Московского государственного педагогического института.
В 1985—1989 годах соредактор (совместно с Николаем Байтовым) ведущего московского самиздатского альманаха «Эпсилон-салон».
Куратор группы "Эпсилон" в Клубе "Поэзия".
В 1980-е годы публиковался в самиздате. Первая публикация в рок-журнале "Ухо" (1982). Далее - в "Митином журнале", "Часах" (приложение "Красный щедринец"), журнале параллельного кино "Сине Фантом" (был также литературным редактором первых номеров "Сине Фантом"), "Сумерках", "Эпсилон-салоне" и др.
Один из основателей рок-группы «Мегаполис». По словам лидера группы О.Нестерова," крестный отец" "Мегаполиса". Автор названия и создатель художественной идеологии группы (концепции альбомов Утро", 1987, "Бедные люди", 1989, "Гроза в деревне, 1996, "Супертанго", 2010 и др.). Многие песни либо написаны на стихи Александра Бараша, либо результат соавторства А.Бараша и О.Нестерова, как это было в альбоме "Супертанго" (получившем музыкальную премию «Степной волк», 2010).
До отъезда из Москвы работал школьным учителем, сторожем, рабочим  в геологической партии в Якутии.
С 1989 г. в Иерусалиме. Сотрудник Русского Отдела Радиостанции «Голос Израиля»/«Кан Рэка» (1990 - 2015).
Автор шести книг стихотворений (последняя "Чистая радость", Москва - Петербург, "Пальмира Т8 RUGRAM", 2022), романов «Счастливое детство» (Москва, "НЛО", 2006), «Своё время» (Москва, "НЛО", 2014), пяти книг переводов ивритской поэзии (последняя - "Йегуда Амихай. Точность боли и размытость счастья" (Тель-Авив, "Издательство книжного магазина "Бабель", 2024).
Стихотворения, переводы, проза и эссе публиковались в журналах «Новое литературное обозрение», «Воздух», «Знамя»,«Иностранная литература» и др.
Стихи и проза переводились на английский, французский, иврит, греческий и другие языки.
Куратор литературного сайта «Остракон».
Лауреат Премии Тель-Авивского фонда литературы и искусства (2002) за книгу стихотворений "Средиземноморская нота". Шорт-лист Премии Андрея Белого 2024 года в рубрике "Перевод"  за книги стихов Йегуды Амихая «Помнить — это разновидность надежды...» (М.: Книжники, 2019) и «Сейчас и в другие дни» (Екб.: Кабинетный учёный, 2021). Шорт-лист Премии «Мастер» Гильдии «Мастера литературного перевода» за книгу переводов избранных стихотворений Йегуды Амихая «Помнить это разновидность надежды» (М., «Книжники», 2019) и антологию современной израильской поэзии «Полезные стихи» (М., «Русский Гулливер», 2020).
Писатель Александр Гольдштейн писал в аннотации к книге Александра Бараша "Средиземноморская нота" (М.: Мосты культуры, 2002):
"Хороших стихов немало, а мы ищем нужные, то есть такие, что обращены и к движению подлинных чувств, а не только к языковому сознанию. Стихотворения Александра Бараша, соединяющие страсть и покой, инстинкт и наблюдательный ум, относятся к этому насущному роду: собранные в книге, они выдерживают многозначительный вес названия. Располагая речь в пределах средиземноморской Ойкумены, трогательной, невозвратно-реальной, властью личной судьбы ставшей местом для голоса, автор, посредством очевидной переклички с нотою парижской, наследует не общестилистической, но персональной ответственности за слово – в обстоятельствах, предназначенных для него не заведомо и тем более плодоносных.  Современная просодия устала быть там, где ее прописали с рождения, ей предстоят отрасли нового света, и одну из них открывает Александр Бараш. Его книгу следует прочитать, еще лучше – читая, прожить, ибо в ней, помимо способа письма, запечатлелся и опыт существования."
В стихотворных циклах Бараша сильное эпическое начало сочетается с психологичностью и глубокой интертекстуальной насыщенностью. Так, отмечает критик Кирилл Корчагин,

тексты Бараша — это чаще всего развернутые размышления, повод к которым — и монотонные привычные действия («Каждый день, забирая сына из детского сада, / я вез его в ближайший парк на склоне горы Кастель…»), и воспоминания о советском детстве, и впечатления от поездок (собственно, итинерарий). Так ночные разговоры о литературе на берегу Средиземного моря (стихотворение «Левант») заставляют вспомнить Рим эпохи позднего эллинизма, ещё не сметенный варварами, когда грамматики, рассеянные по просторам империи, посвящали свободное время ученым беседам.

### Книги
- Оптический фокус. Стихотворения. — Иерусалим, 1992.
- Панический полдень. Стихотворения. — Иерусалим, 1996.
- Средиземноморская нота: Стихотворения Архивная копия от 20 января 2008 на Wayback Machine — Иерусалим: Гешарим; М.: Мосты культуры, 2002.
- Счастливое детство. Роман. — Москва, «Новое литературное обозрение», 2006.
- Итинерарий. Стихотворения. — Москва, «Новое литературное обозрение», 2009.
- Экология Иерусалима. Избранные переводы современной израильской поэзии — Москва, «Русский Гулливер», 2011.
- Своё время — Москва, «Новое литературное обозрение», 2014.
- Образ жизни. Стихотворения. — Москва, «Новое литературное обозрение», 2017.
- «Помнить — это разновидность надежды...» Избранные стихотворения / Йегуда Амихай; Перевод с иврита, составление, предисловие и комментарии Александра Бараша. — Москва : Книжники, 2019.
- Полезные стихи Архивная копия от 24 января 2021 на Wayback Machine: Новые переводы израильской поэзии. – М.: Русский Гулливер; Центр современной литературы, 2020.
- Йегуда Амихай: Сейчас и в другие дни Архивная копия от 11 апреля 2021 на Wayback Machine / перевод и составление Александра Бараша. -  Кабинетный ученый, 2021 г.
- Чистая радость. Стихотворения. — М.: СПб.: Т8 Издательские технологии / Пальмира, 2022. – (Пальмира – поэзия).
- Йегуда Амихай. Точность боли и размытость счастья" (Тель-Авив, "Издательство книжного магазина "Бабель", 2024).

### Основные публикации в антологиях
- "Скопус-2. Антология поэзии и прозы". - Библиотека-Алия, Иерусалим, 1990
- «Строфы века» (Москва: Полифакт, 1995).
- «Самиздат века». (Москва: Полифакт, 1997).
- «Crossing Centuries» (на английском языке), Talisman House Publishers, Нью-Йорк, 2000.
- Двоеточие. Поэтическая антология» (Иерусалим, 2000).
- «Зеркало современной русской литературы» (на иврите), Hakibbutz Hameuchad Publishing House, 2001.
- Ориентация на местности. Русско-израильская литература 90-х годов. Антология (Иерусалим, Библиотека-Алия, 2001.
- Современная литература народов России. Т.1. Поэзия. Кн.1 — М.: Пик, 2003. С.78-81.
- «Символ «Мы». Еврейская хрестоматия новой русской литературы». – НЛО, 2003.
- «Освобождённый Улисс: Современная русская поэзия за пределами России». — М.: Новое литературное обозрение, 2004.
- Зеркало. Новейшая русская литература в Израиле (на иврите). Издательство: «Ам овед», Израиль, 2005.
- «Anthologie de la poesie russe contemporaine 1989 - 2009» (на французском языке), Maison de la poesie Rhone-Alpes, 2010.
- Лучшие стихи 2012 года. Антология. Издательство ОГИ, 2013.
- Русские стихи 1950—2000: Антология (Москва, 2023).